# شرکت کریت
شرکت کریت (انگلیسی: Kerite Company) شرکت خدمات برق آمریکایی است، که در سال ۱۸۴۵ تأسیس شد و هم‌اکنون زیرمجموعه‌ای از شرکت برکشر هاتاوی می‌باشد.